# قرى بني حارث
قرى بني حارث وتعرف أيضاً ناحية بني حارث، وهي مجموعة قرى فلسطينية عرفت بهذا الاسم في الحقبة العثمانية في القرن الثامن عشر والتاسع عشر، كانت لبني حارث ناحية تابعة إدارياً للواء القدستتكون من تسع قرى على الخط الغربي، تقع  إلى الشرق من مدينتي اللد والرملة، وإلى الغرب من مدينة رام الله، تَبعت هذه القرى لقرون عديدة لمدينتي اللد.

## التسمية
سميت بهذا الاسم نسبة إلى قبيلة بني حارث، حكمت مشيخة بني حارث نحو 11 قرية تقع قرب رام الله، وكان الشيخ هو الذي يجمع الضرائب نيابة عن الحكومة العثمانيّة المركزيّة.

## التاريخ
ناحية بني حارث من قرى المشيخة التي كانت سائدة في أواخر الحقبة العثمانية، كقرى الكراسي، وقرى جورة عمرة، وقرى العِرقيات، وقرى الكفريات، وقرى النزلات، وقرى الصعبيات، وقرى الشعراوية، وقرى مشاريق البيتاوي، قرى الجماعينيات، وقرى بني صعب، وقرى بني زيد).

## عدد قرى بني حارث
ضمت ناحية بني حارث القرى التالية:
- بلعين
- خربثا بني حارث
- نعلين، دير قديس
- المديه
- قبيا
- شقبا
- بدرس
- شبتين